# A Passion Play
A Passion Play — шестой студийный альбом британской прогрессив-рок-группы Jethro Tull, выпущенный в июле 1973 года в Великобритании и США.
Следуя тому же стилю, что и предыдущий альбом группы Thick as a Brick (1972), A Passion Play представляет собой концептуальный альбом, состоящий из отдельных песен, объединённых в единое непрерывное музыкальное произведение (которое было разделено на две части по обеим сторонам оригинального винилового релиза). Концепция альбома следует духовному путешествию недавно умершего человека (Ронни Пилгрим) в загробную жизнь, исследуя темы морали, религии, добра и зла. Первые издания альбома выпускались в конверте с разворотом, внутри которого была вклеена выдуманная «театральная программка» — очередной артефакт Jethro Tull в подарок верным поклонникам.
После первого выпуска A Passion Play был негативно воспринят критиками. Тем не менее, альбом имел коммерческий успех, став вторым альбомом Jethro Tull, занявшим первое место в американском чарте Billboard 200.

## История записи
После выпуска критически и коммерчески успешного альбома Thick as a Brick в 1972 году Jethro Tull приняли решение записать свой следующий альбом в студии Château d’Hérouville в Эрувиле, Франция, которая в 1970-х годах была известна тем, что её часто посещали такие артисты, как Pink Floyd, Элтон Джон и T. Rex. Руководство и бухгалтеры убедили группу записать свой следующий альбом в налоговом изгнании за пределами Великобритании, чтобы избежать того, что Иэн Андерсон назвал «довольно страшным налоговым режимом» того времени. Группа планировала сделать двойной альбом с такими разными концепциями, как смысл жизни, музыкальная критика и сравнение между человеком и животным миром.
Однако по прибытии в замок группа столкнулась с множеством проблем, которые затруднили запись: от технических проблем со студийным оборудованием до кроватей, кишащих насекомыми, и эпидемий пищевого отравления. Хотя группа записала достаточно материала, чтобы заполнить три стороны задуманного двойного альбома, проблемы убедили группу отказаться от сессий и покинуть замок. Группа рассматривала возможность переноса производства альбома в Швейцарию, поскольку совсем недавно они получили швейцарское гражданство; однако в конечном итоге было принято решение вернуться в Великобританию и полностью возобновить написание и запись альбома (два трека с сессий Château d’Hérouville позже были включены в альбом группы 1974 года War Child).
Вернувшись в Великобританию, группа приступила к работе над A Passion Play в Morgan Studios — той же студии, где они записали большую часть своих последних четырёх альбомов. Андерсон считал, что «было лучше начать все сначала и написать совершенно новый альбом, вместо того, чтобы пытаться каким-то образом возродить всеобщий интерес и приверженность чему-то, с чем уже боролись». Альбом был написан и записан быстро, так как у группы было мало времени до начала следующего тура. В результате сеансы записи часто были длительными, в некоторых случаях продолжались всю ночь. Гитарист Мартин Барр вспоминал, что сессии были «долгими» и «очень интенсивными», а Андерсон заявил, что альбом нужно «написать и записать одним блоком, очень быстро». Концепция и большая часть музыки были написаны в студии Андерсоном, при этом время от времени участвовали другие участники группы.

## Концепция альбома
Тематика текстов вертится вокруг опыта «жизни после смерти» и скитаний души главного героя, с упоминаниями рая и ада, но всё это не имеет полной определённости и открыто для любых толкований, о чём предупреждал и сам Андерсон: «Тексты сами по себе чересчур запутаны, история не ясна, и многое оставлено для индивидуальных интерпретаций». Всё происходящее представлено в виде спектакля, пьесы, игры (Play), некоторые сведения о которой можно почерпнуть из «театральной программки», вклеенной в конверт альбома. Во всяком случае, там указаны действующие лица, включая имя главного героя Ронни Пилигрим.
В средней части, под конец первой стороны пластинки и в начале второй, в и без того запутанную историю вторгается пьеса под названием «История зайца, потерявшего свои очки». Это традиционный для британской литературы абсурд. Автор истории, басист Джеффри Хаммонд-Хаммонд начитывает её текст на фоне музыки.
В музыкальном плане A Passion Play это скорее произведение современной классической музыки с элементами рока и джаза и, как всякая классика, требует многократного внимательного прослушивания для полноты восприятия. Текстовую составляющую с её библейскими аллюзиями некоторые критики называли рок-эквивалентом знаменитой поэме Томаса Эллиота «Бесплодная земля».

## Критика
| Оценки критиков | Оценки критиков |
| Источник        | Оценка          |
| --------------- | --------------- |
| AllMusic        | [ 3 ]           |

Сразу после выпуска, A Passion Play подвергся жестокой критике со стороны музыкальной прессы. Журнал Rolling Stone назвал альбом «поп-попурри из „Потерянного рая“ (Джон Мильтон) и Винни-Пуха», а также «дорогой и занудной чепухой». NME оценил это как «падение» Джетро Талла, Melody Maker: «Музыка должна трогать душу, A Passion Play гремит пустотой».
Сами Jethro Tull объясняли негативную позицию музыкальных критиков тем, что новый альбом автоматически сравнивался с предыдущим. «A Passion Play ошибочно представлялся многими в том же ключе, что и Thick As A Brick», — рассуждал гитарист группы Мартин Барр. «Люди сравнивали его с Thick As A Brick, потому что он тоже был сплошным одним произведением. Мы воспользовались той же формулой, потому что она сработала однажды, чего нам наверно не следовало делать, потому как люди посчитали его альбомом послабее, с чем я не согласен».
Андерсон объяснил это по-своему: «Когда пришла пора делать следующий альбом, я так полагаю, мы все подумали, что он должен быть серьёзнее, чем предыдущий, и в этом наверное возникшие с A Passion Play проблемы: в нём не было того юмора, той теплоты, которыми отличался Thick As A Brick. Это не означает, что один из них хороший, а другой — плохой альбом. Тут всё дело скорее в настроении — или настроение не то, или то, что нужно, но не вовремя».
Встретив такую негативную реакцию, менеджер Jethro Tull Терри Эллис объявил, что раз такое дело, и альбом вам не нравится, группа прекращает какую-либо концертную деятельность. Он сделал это, даже не поставив в известность самих музыкантов, что привело их в смущение. Группе совершенно ни к чему было выставлять себя какими-то обиженными. Последующие события были ярким тому подтверждением. Альбом, вопреки разгромной критике, обрёл необычайную популярность в массах и уже в первый месяц выхода в свет побил рекорды продаж.
A Passion Play, как и предыдущий Thick As A Brick, стал номером 1 в США. Thick As A Brick — две недели в июне 1972, A Passion Play — неделю в августе 1973. По иронии судьбы, только эти две сложнейшие из всех работ Jethro Tull добились такого успеха, «два пожалуй самых некоммерческих и бескомпромиссных альбома, какие когда-либо возглавляли вершину чартов Биллборда», — отметил автор «Книги альбомов номер один Биллборда» Крег Роузен. С таким же успехом прошло турне в поддержку альбома, которое менеджер объявил-таки, спустя две недели после своего непродуманного решения.
Со временем A Passion Play стал получать более тёплые отзывы критиков.
Британский журнал ProgMagazine включил его в список «100 лучших прогальбомов всех времён» (под № 49). Журнал PopMatters поставил его ещё выше — № 17 в списке лучших прогрок-альбомов.

## Список композиций
Все композиции, кроме отмеченных, написаны Иэном Андерсоном
| №  | Название | Длительность                                                                         |
| -- | --- | ------------------------------------------------------------------------------------ |
| 1. | «A Passion Play, part I I. "Act 1: Ronnie Pilgrim's Funeral — a winter's morning in the cemetery" a. "Lifebeats" (Инструментал) b. "Prelude" (Инструментал) c. "The Silver Cord" d. "Re-Assuring Tune" (Инструментал) II. "Act 2: The Memory Bank — a small but comfortable theatre with a cinema-screen (the next morning)" a. "Memory Bank" b. "Best Friends" c. "Critique Oblique" d. "Forest Dance #1" (Инструментал) III. "Interlude: The Story of the Hare Who Lost His Spectacles" a. "The Story of the Hare Who Lost His Spectacles» (Андерсон, Джеффри Хаммонд-Хаммонд, Джон Эван) | 23:09 9:08 - 1:14 - 2:14 - 4:29 - 1:11 12:31 - 4:20 - 1:58 - 4:38 - 1:35 1:30 - 1:30 |

| №                   | Название | Длительность                                                                 |
| ------------------- | --- | ---------------------------------------------------------------------------- |
| 2.                  | «A Passion Play, part II I. "Interlude: The Story of the Hare Who Lost His Spectacles" a. "The Story of the Hare Who Lost His Spectacles" (Андерсон, Хаммонд-Хаммонд, Эван) II. "Act 3: The Business Office of G. Oddie & Son (two days later)" a. "Forest Dance #2" (Инструментал) b. "The Foot of Our Stairs" c. "Overseer Overture" III. "Act 4: Magus Perdé's Drawing Room at Midnight" a. "Flight from Lucifer" b. "10:08 to Paddington" (Инструментал) c. "Magus Perdé" d. "Epilogue» | 21:58 2:48 - 2:48 9:30 - 1:12 - 4:18 - 4:00 9:40 - 3:58 - 1:04 - 3:55 - 0:43 |
| Общая длительность: | Общая длительность: | 45:07                                                                        |

## Участники записи

### Jethro Tull
- Иэн Андерсон — вокал, флейта, акустическая гитара, саксофон
- Мартин Барр — электрическая гитара
- Джон Эван — пианино, орган, синтезатор, бэк-вокал
- Джеффри Хаммонд-Хаммонд — бас-гитара, художественная декламация в «The Story of the Hare Who Lost His Spectacles»
- Бэримор Барлоу — ударные, перкуссия, литавры, колокольчики, маримба

### Дополнительный персонал
- Дэвид Палмер — оркестровые аранжировки
- Робин Блэк — звукоинженер
- Терри Эллис — продюсер
- Брайан Уорд — фотография

## Чарты
| Год  | Чарт                   | Высшая позиция |
| ---- | ---------------------- | -------------- |
| 1973 | Norwegian Albums Chart | 5              |
| 1973 | Danish Albums Chart    | 4              |
| 1973 | Australian Albums      | 9              |
| 1973 | Austrian Albums        | 5              |
| 1973 | German Albums Chart    | 5              |
| 1973 | Canada Top Albums/CDs  | 1              |
| 1973 | UK Albums Chart        | 16             |
| 1973 | Billboard 200 (US)     | 1              |

| Год  | Чарт                | Высшая позиция |
| ---- | ------------------- | -------------- |
| 1973 | German Albums Chart | 46             |

## Сертификации
| Регион               | Сертификация | Продажи  |
| -------------------- | ------------ | -------- |
| Великобритания (BPI) | серебро      | +60,000  |
| США (RIAA)           | золото       | +500,000 |